# マルク・ミーチン
マルク・ボリソヴィチ・ミーチン（ロシア語: Марк Бори́сович Ми́тин、1901年7月5日-1987年1月15日）は、ソビエト連邦（ソ連）の哲学者である。アブラム・デボーリンらと論争を展開、スターリン時代のソ連哲学界を牛耳った。

## 経歴
ウクライナ西部ジトーミル生まれ。1919年ロシア共産党に入党。1929年、赤色教授養成学院哲学部を卒業。1930年、『マルクス主義の旗の下に』編集長に就任。1939年、ソ連科学アカデミー会員、ソビエト連邦共産党中央委員となり、マルクス・エンゲルス・レーニン・スターリン研究所所長を兼務。1943年、哲学史の分野での貢献でスターリン賞を受賞。1944年、アンドレイ・ジダーノフの台頭により失脚。1950年、『恒久平和、人民の民主主義のために』編集長に復帰。1960年代『哲学の諸問題』編集長を務めた。第3-5期招集ソビエト連邦最高会議代議員。